# Министр иностранных дел Чили
Министр иностранных дел Чили (исп. Ministro de Relaciones Exteriores) — министерский пост в правительстве Чили с 1871 года, который занимается иностранными делами Чили. Нынешний министр иностранных дел Чили — Альберто ван Клаверен.

## Список министров иностранных дел Чили

### Министры иностранных дел с 1941 года
- Эрнесто Баррос Харпа (2 апреля — 21 октября 1942);
- Хоакин Фернандес-и-Фернандес (21 октября 1942 — 3 ноября 1946);
- Рауль Жулье Гомес (3 ноября 1946 — 2 августа 1947);
- Херман Вергара Доносо (2 августа 1947 — 6 июля 1948);
- Херман Риеско Эррасурис (7 июля 1948 — 27 февраля 1950);
- Орасио Уокер Ларраин (27 февраля 1950 — 19 июня 1951);
- Эдуардо Ираррасабаль Конча (19 июня 1951 — 29 июля 1952);
- Фернандо Гарсия Ольдини (29 июля — 3 ноября 1952);
- Артуро Олаваррия Браво (3 ноября 1952 — 1952);
- Оскар Феннер Марин (1953—1954);
- Роберто Альдунате Леон (1954 — 15 января 1954);
- Тобиас Баррос Ортис (15 января 1954 — 6 января 1955);
- Освальдо Кох Креффт (6 января — 30 мая 1955);
- Кааре Ольсен Нильсен (30 мая 1955 — 2 января 1956);
- Хосе Серрано Пальма (2 — 4 января 1956);
- Энрике Барбоса Баэса (4 января — 24 мая 1956);
- Освальдо Сент-Мари Сорукко (24 мая 1956 — 28 октября 1957);
- Альберто Сепульведа Контрерас (28 октября 1957 — 3 ноября 1958);
- Херман Вергара Доносо (3 ноября 1958 — 26 августа 1961);
- Карлос Мартинес Сотомайор (26 августа 1961 — 14 сентября 1963);
- Энрике Корнелио Эскобар (14 сентября 1963 — 17 декабря 1963);
- Хулио Филиппи Искьердо (17 декабря 1963 — 3 ноября 1964);
- Габриэль Вальдес Суберкасо (3 ноября 1964 — 3 ноября 1970);
- Клодомиро Альмейда Медина (3 ноября 1970 — 5 июля 1973);
- Орландо Летельер дель Солар (5 июля — 8 августа 1973);
- Клодомиро Альмейда Медина (8 августа — 11 сентября 1973);
- Исмаэль Уэрта Диас (12 сентября 1973 — 3 июля 1974);
- Патрисио Карвахаль Прадо (3 июля 1974 — 20 апреля 1978);
- Эрнан Кубильос Сальято (20 апреля 1978 — 20 марта 1980);
- Рене Рохас Гальдамес (20 марта 1980 — 14 февраля 1983);
- Мигель Швейцер Вальтерс (15 февраля 1983 — 19 декабря 1983);
- Хайме Дель Валье Альенде (19 декабря 1983 — 7 июля 1987);
- Рикардо Гарсиа Родригес (8 июля 1987 — 21 октября 1988);
- Эрнан Фелипе Эррасурис Корреа (22 октября 1988 — 11 марта 1990);
- Энрике Силва Симма (11 марта 1990 — 11 марта 1994);
- Карлос Фигероа Серрано (11 марта — 20 сентября 1994);
- Хосе Мигель Инсульса Салинас (20 сентября 1994 — 21 июня 1999);
- Хуан Габриэль Вальдес Соублетте (22 июня 1999 — 11 марта 2000);
- Мария Соледад Альвеар Валенсуэла (11 марта 2000 — 1 октября 2004);
- Игнасио Валькер Прието (1 октября 2004 — 11 марта 2006);
- Алехандро Фоксли Риосеко (11 марта 2006 — 12 марта 2009);
- Мариано Фернандес Амунатеги (12 марта 2009 — 11 марта 2010);
- Альфредо Морено Чарме (11 марта 2010 — 11 марта 2014);
- Эральдо Муньос (11 марта 2014 — 11 марта 2018);
- Роберто Ампуэро (11 марта 2018 — 13 июня 2019);
- Теодоро Рибера (13 июня 2019 — 28 июля 2020);
- Андрес Алламанд (28 июля 2020 — 6 февраля 2022);
- Антония Уррехола (11 марта 2022 — 10 марта 2023);
- Альберто ван Клаверен (10 марта 2023 — по настоящее время).